# Tsengel
Tsengel es una sum (distrito) que se encuentra en el noreste de la aymag (provincia) de Mongolia de Bayan-Ölgiy. La capital de Tsengel es Hushoot y se encuentra en el oeste de la sum. Los habitantes son principalmente tuvinianos, conocidos como Tsengel Tuvans, mientras que el resto de Bayan-Ölgiy está poblada principalmente por kazajos.
- Datos: Q2667633